# Staffan Bergström
Staffan Bergström, född 1943 i Visby, är professor emeritus i internationell hälsa vid Karolinska Institutet.
Han studerade medicin vid medicinska fakulteten vid Uppsala universitet där han disputerade 1971 och antogs som docent i experimentell reproduktionsforskning 1972.
Han erhöll specialistkompetens i obstetrik och gynekologi 1977 och antogs som docent i samma ämne 1979. Bergström anställdes som överläkare vid Centrallasarettet i Eskilstuna 1977. Han anlitades som sakkunnig av Sida för att granska det indiska hälso- och sjukvårdsprojektet IPP 2, vilket han mot slutet av 1979 riktade skarp kritik mot. Han vistades vid olika u-landsinstitutioner under åren 1975–1986. Bergström var chef för kvinnokliniken vid universitetssjukhuset i Maputo 1982–1986, professor i u-landsmedicin vid universitetet i Oslo 1992 samt i obstetrik och gynekologi vid samma universitet 1995.
Han har utsetts till mottagare av 2010 års Hedeniuspris, som utdelas av Förbundet Humanisterna. Motivet är hans arbete " i sann upplysningsanda, med medicinsk sakkunskap och humanistiskt patos, för att rädda tusentals kvinnors liv i Afrika."
År 2022 drogs hans läkarlegitimation in efter att han hjälpt en man som var svårt sjuk i ALS att avsluta sitt liv genom att mannen själv drack en fruktsmoothie som Bergström blandat med en överdos sömnmedel. Bergström överklagade beslutet till förvaltningsrätten som i maj 2023 ställde sig bakom återkallandet.